# Венгрия на зимних Олимпийских играх 1952
Венгрия принимала участие в Зимних Олимпийских играх 1952 года в Осло (Норвегия) в шестой раз за свою историю и завоевала одну бронзовую медаль.

## Медалисты
| Медаль | Спортсмен                | Вид спорта       | Дисциплина     |
| ------ | ------------------------ | ---------------- | -------------- |
| Бронза | Марианна Надь Ласло Надь | Фигурное катание | Парное катание |

## Состав сборной
Сборная состояла из 12 спортсменов: 8 мужчин и 4 женщин, которые соревновались в 4 видах спорта:
- горнолыжный спорт
- конькобежный спорт
- лыжные гонки
- фигурное катание.

Самой молодой участницей сборной была 15-летняя фигуристка Эстер Юрек, а самым старшим — 39-летний лыжник Игнац Берец.

## Результаты

### Лыжные гонки
Старт и финиш гонок проходили в Хольменколлене.
Мужчины
| Дистанция | Спортсмен   | Результат | Результат |
| Дистанция | Спортсмен   | Время     | Место     |
| --------- | ----------- | --------- | --------- |
| 18 км     | Паль Шайго  | 1’13:25   | 53        |
| 50 км     | Игнац Берец | 4’46:23   | 31        |
| 50 км     | Паль Шайго  | 4’38:34   | 27        |

### Фигурное катание
Соревнования прошли с 17 по 22 февраля на стадионе «Бислетт» в трёх дисциплинах: в мужском и женском одиночном катании и в парах.
Мужчины
| Спортсмен   | Обязательные фигуры | Произвольная программа | Баллы   | Сумма мест | Место |
| ----------- | ------------------- | ---------------------- | ------- | ---------- | ----- |
| Дьордь Чако | 14                  | 12                     | 132,233 | 112        | 12    |

Женщины
| Спортсменка | Обязательные фигуры | Произвольная программа | Баллы   | Сумма мест | Место |
| ----------- | ------------------- | ---------------------- | ------- | ---------- | ----- |
| Эстер Юрек  | 24                  | 19                     | 121,478 | 199        | 23    |

Пары
| Спортсмены               | Баллы  | Сумма мест | Место |
| ------------------------ | ------ | ---------- | ----- |
| Эва Сёллёши Габор Вида   | 9,244  | 91,5       | 10    |
| Марианна Надь Ласло Надь | 10,822 | 31         | 3     |